# Argyresthites balticella
Argyresthites balticella är en fjärilsart som beskrevs av Hans Rebel 1935. Argyresthites balticella ingår i släktet Argyresthites och familjen spinnmalar. Inga underarter finns listade i Catalogue of Life.